# Tunggul Bute
Tunggul Bute is een bestuurslaag in het regentschap Lahat van de provincie Zuid-Sumatra, Indonesië. Tunggul Bute telt 1491 inwoners (volkstelling 2010).